# Список коаліцій у Верховній Раді України
1. Коаліція демократичних сил — коаліція Блоку Юлії Тимошенко, Блоку «Наша Україна» та Соціалістичної партії України (2006)
2. Антикризова коаліція — коаліція Партії регіонів, Соціалістичної партії України та Комуністичної партії України (2006–2007); короткочасово звалася Коаліцією Національної Єдності
3. Коаліція демократичних сил — коаліція Блоку Юлії Тимошенко та Блоку «Наша Україна — Народна самооборона» (2007–2008)
4. Коаліція національного розвитку, стабільності та порядку — коаліція Блоку Юлії Тимошенко, Блоку «Наша Україна — Народна самооборона» та Блоку Литвина (2008–2010)
5. Стабільність і реформи — коаліція Партії регіонів, Комуністичної партії, Блоку Литвина та окремих депутатів (2010–2012)
6. Європейський вибір — коаліція ВО «Батьківщина», ВО «Свобода», УДАР, «Економічного розвитку» та «Суверенної європейської України» (з 27.02.2014 по 24.07.2014)
7. Європейська Україна — коаліція Народного Фронту, Блоку Петра Порошенка, партії «Самопоміч», Радикальної партії Олега Ляшка та ВО «Батьківщина» (2014–2019)
8. Смарагдова Україна за війну проти РФ — коаліція Слуги народу, Платформи за життя та мир, «Відновлення України», «За майбутнє» та «Довіри» (з 2019)